# Hassan Wasswa
Hassan Mawanda Wasswa (Nsambya, 14 febbraio 1988) è un ex calciatore ugandese, di ruolo centrocampista.

## Carriera

### Club
Nel 2006 gioca al Kampala City. Nel gennaio 2007 si trasferisce al Saint-George. Nel 2008 passa al Cape Town City. Nel luglio 2009 passa in prestito oneroso con diritto di riscatto al Karabükspor. Al termine della stagione viene riscattato. Nell'agosto 2010 viene mandato in prestito all'Altay. Nel 2011 viene acquistato dal Kayseri Erciyesspor. Nel luglio 2012 si trasferisce al Kampala City. Nel 2014 passa al Villa. Nel gennaio 2016 viene acquistato dall'Al-Shorta. Nell'estate 2016 si trasferisce al Vipers. Il 4 gennaio 2017 viene ufficializzato il suo trasferimento al Nejmeh.

### Nazionale
Debutta in nazionale nel 2006.

## Palmarès

### Club

#### Competizioni nazionali
- Ugandan Super League: 2

Kampala City: 2012-2013, 2013-2014